# Алатскиви (посёлок)
А́латскиви (эст. Alatskivi) — посёлок в волости Пейпсияэре уезда Тартумаа, Эстония. До административной реформы местных самоуправлений Эстонии 2017 года входил в состав волости Алатскиви (упразднена).

## География и описание
Посёлок расположен на востоке Эстонии, у шоссе Тарту—Калласте, на берегу реки Алатскиви, на расстоянии около 4 километров от Чудского озера. Расстояние до Тарту — 32 км. Высота над уровнем моря — 56 метров.
Климат умеренный. Официальный язык — эстонский. Почтовый индекс — 45301.

## Население
По данным переписи населения 2021 года, в Алатскиви проживали 450 человек, из них 355 (79,2 %) — эстонцы.
По состоянию на 1 января 2020 года в посёлке насчитывалось 380 жителей, из них 180 мужчин и 200 женщин; детей в возрасте до 14 лет включительно — 58, лиц пенсионного возраста (65 лет и старше) — 81.
Согласно Регистру народонаселения, по состоянию на 1 января 2015 года в посёлке насчитывалось 420 жителей, из них 180 мужчин и 240 женщин.
По данным переписи населения 2011 года, в посёлке проживали 456 человек, из них 349 (76,5 %) — эстонцы.
Численность населения посёлка Алатскиви по данным переписей населения:
| Год  | 1959 | 1970  | 1979  | 1989  | 2000  | 2011  | 2021  |
| ---- | ---- | ----- | ----- | ----- | ----- | ----- | ----- |
| Чел. | 297  | ↘ 295 | ↗ 356 | ↗ 564 | ↘ 490 | ↘ 456 | ↘ 450 |

## История
В письменных источниках 1582 года упоминается Alaminski (мельница), 1601 года — Allesskiue ~ Alleskiue, 1627 года — Allaskiwi Moysa (мыза), Allatz Kywi.
На военно-топографических картах Российской империи (1846–1863 годы), в состав которой входила Лифляндская губерния, мыза обозначена как мз. Алацкиви.
Мыза Алацкиви (нем. Allatzkiwwi) была основана предположительно в середине XVI века, до этого просторные местные земли принадлежали мызе Кастер (нем. Kaster, Кастре, эст. Kastre mõis).
В посёлке выделяют три части: на востоке — Вескикюла (эст. Veskiküla), на северо-востоке, на другой стороне озера Вескиярве — Кирикукюла (эст. Kirikuküla) и к северу от озера Алатскиви — Ванамыйза (эст. Vanamõisa).
Первые сведения о школе, работавшей на землях Алацкиви, относятся к 1766 году. В 1962 году учебный год начался в новом здании. В 1990 году в старом школьном здании открылась Музыкальная школа Алатскиви. В 1994 году был закрыт школьный интернат.

## Инфраструктура
В Алатскиви есть детский сад, работает основная школа имени Юхана Лийва, получившая это имя в 1964 году в честь 100-летия со дня рождения писателя. С 1989 до 2018 года была средней школой. В 2002/2003 учебном году в школе насчитывалось 323 ученика, в 2009/2010 учебном году — 235 учеников. В здании школы работает Школа искусств, имеющая три отделения: музыкальное (рояль, скрипка, гитара, флейта, пение, ударные музыкальные инструменты), танцевальное (народный танец, поп-танец) и художественное. По состоянию на 1 октября 2015 году в ней обучалось 80 учеников.
В посёлке есть Центр здоровья, который оказывает первичные медицинские услуги жителям волости Пейпсиээре. Пять дней в неделю в нём принимают семейный врач и медсестра. Также в посёлке есть стоматологический кабинет и аптека. Услуги по уходу и услуги социального обеспечения оказывает Центр по лечениею и уходу «Пейпсивеэре» (SA Peipsiveere Hooldusravikeskus). Работает библиотека (подразделение Центральной библиотеки волости Пейпсиээре) и почтовая контора.

## Достопримечательности
Памятники культуры:
- церковь Алатскиви

Сохранившаяся до наших дней церковь с интересным архитектурным стилем была построена мызникомм Штакельбергом в 1777—1782 годах, несколько перестроена в 1812 году. В 1866 году её сделали крестообразной в основном плане и увеличили. В то же время церковь получила новый алтарь и кафедру, а через несколько лет алтарную картину «Тайная вечеря» (Нолькен). Орга́н был изготовлен Мюллерштадтом в 1868 году. Башня построена в 1890 году;
- мыза-замок Алацкиви;
- могила эстонского писателя Юхана Лийва на кладбище Алатскиви;

- памятник Освободительной войне на кладбище Алатскиви

Памятник (Вольдемар Меллик) у ворот кладбища был освящён 28 августа 1928 года, снесён летом 1940 года, восстановлен 26 июля 1941 года, затем снова демонтирован советской властью. Часть памятника без фигуры солдата была установлена на прежнем месте 23 июня 1990 года, полностью восстановленный памятник был заново освящён 24 июня 1991 года (автор копии скульптуры — Эндель Танилоо);
- городище «Ложе Калевипоэга» высотой 10—15 метров на крутом склоне

Площадь внутреннего двора городища составляет почти 2200 м², длина двора между подножиями торцевых стен 85 м, ширина 23—30 м.
Природные достопримечательности:
- заливное озеро Алатскиви, созданное в шведское время и увеличенное в XIX столетии;
- дуб Труудусе — природоохранный объект на берегу озера Вескиярве, связанный с народными преданиями (охват 4,2 м, высота 25 м)[23]. Растёт на склоне горы Лоссиярви (Музумяэ), на территории бывшего мызного парка. Считается, что клятва верности, данная под этим дубом в Янову ночь, нерушима. Также утверждается, что любое другое обещание, данное под дубом, не сможет быть нарушено. В последнее время сюда часто приезжают молодожёны[24].

## Известные личности
В посёлке родились:
- писатель Юхан Лийв (1864—1913);
- барон Йохан Кронман[англ.] (1662–1737), генерал-лейтенант и комендант крепости Мальмёхюс во времена  Шведского великодержавия, а также губернатор шведского лена Мальмёхус с 1727 по 1737 год.

## Галерея
- Замок Алацкиви
- Озеро Алатскиви
- Корчма и магазин (памятник культуры, бывший дом управляющего мызой Алацкиви)
- «Ложе Каливипоэга», рисунок 1846 года
- Могила Юхана Лийва